# Masjid Sultan
Masjid Sultan är en moské vid Muscat Street och North Bridge Road i Rochor i Singapore. Den är döpt efter Sultan Hussain Shah. 1975 utsågs det till ett nationellt byggnadsminne.

## Invigning
Moskén var två tredjedelar färdig och invigdes formellt den 27 december 1929. Moskén stod helt klar 1932.
Masjid Sultan har förblivit i stort sett oförändrad sedan den byggdes, med reparationer av huvudhallen 1968 och ett annex som lades till 1993. Den blev ett nationellt byggnadsminne i mars 1975.
Moskén leds av en egen styrelse. 

## Bilder

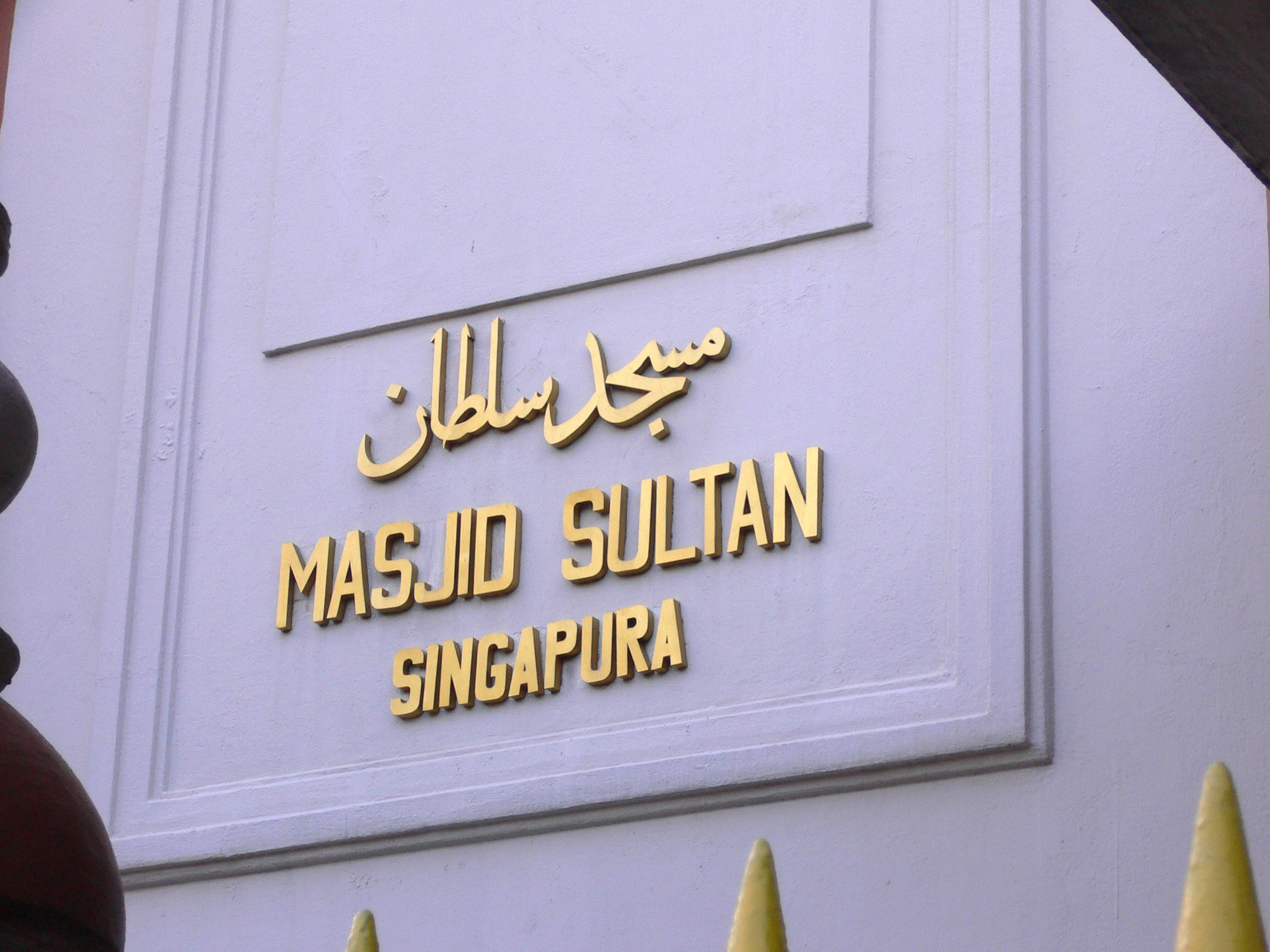
Skylt.
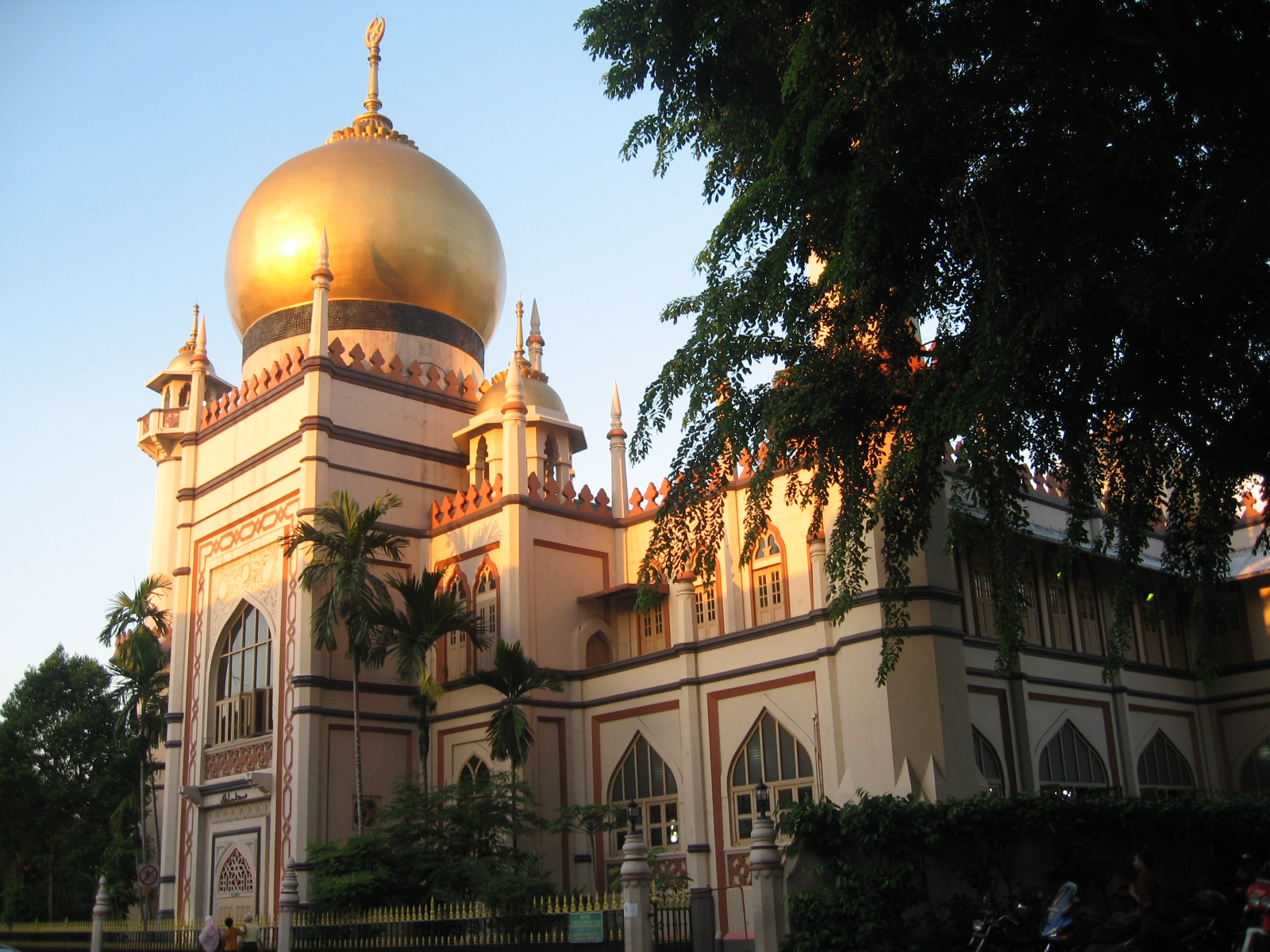
Masjid Sultan på Muscat Street.
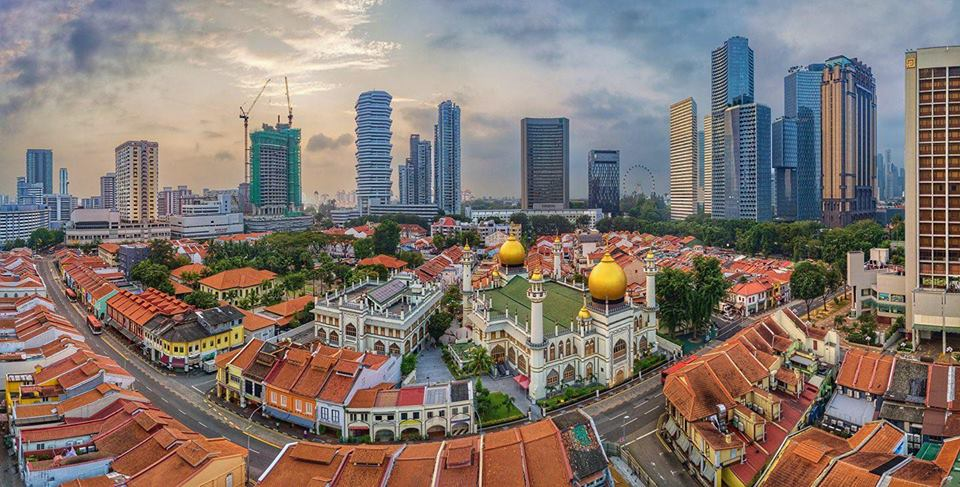
Masjid Sultan från ovan.
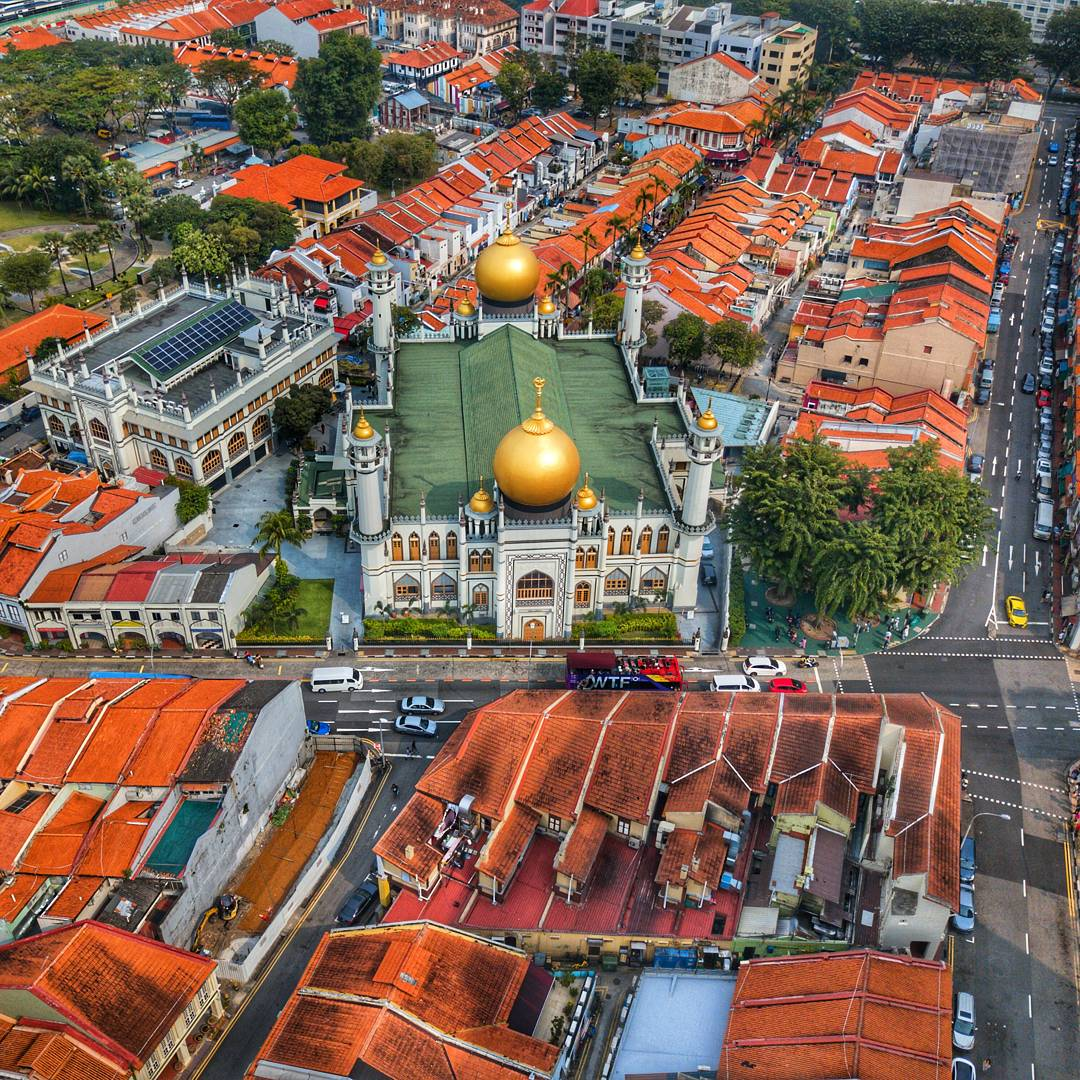
Flygfotografi av Masjid Sultan.
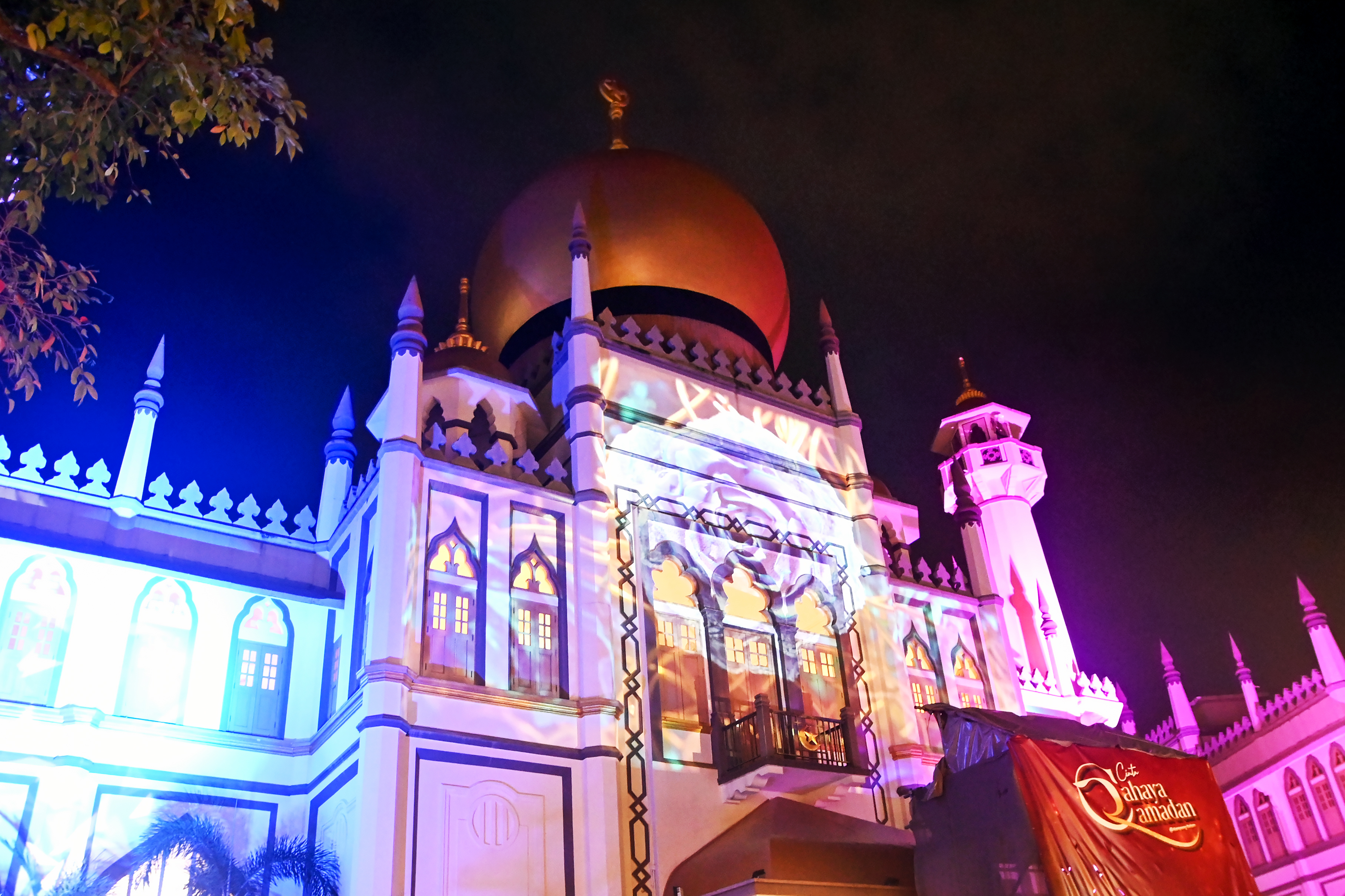
Ramadanfirande med ljus- och ljudshow vid fasaden.
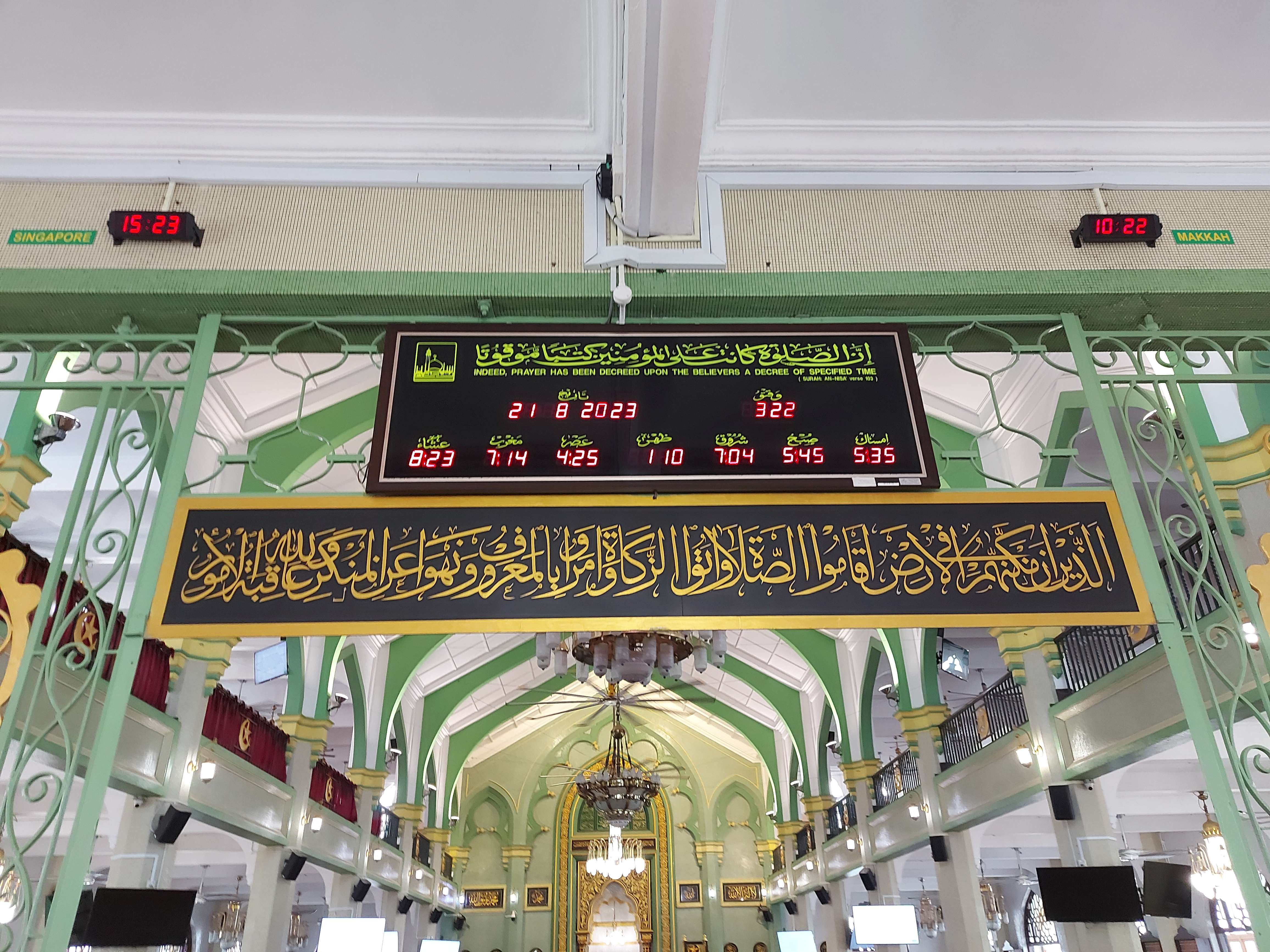
Elektronisk skylt som visar de aktuella böneutropstiderna.